# 구스노키 토모리
쿠스노키 토모리(일본어: 楠木 ともり, 1999년 12월 22일 ~ )은 일본의 성우이자 가수다. 도쿄도 출신 소니 뮤직 아티스츠 소속.

## 경력
중학교 2학년 때부터 애니메이션을 좋아하게 「 코바 토. "재방송을보고 할 때 하나 자와 카나의 연기에 반해, 성우를 목표로 한 . 양성소에 다니지 않고 독학으로 성우 공부를 했다
2016년 소니 뮤직 아티스트 주최의 오디션 기획 "아니스토테레스"제 5 회에서 특별상을 수상 .이때 경험자가 아니면 성우 힘든 느낌, 가수 지망생으로 오디션을 받고 있었다.
2017년 「 에로 만화 선생님 '여중생 역으로 성우 데뷔 . 이듬해 2018년 ' 동화 · 메도헹 "의鍵村하즈키 역으로 애니메이션 첫 주연 .
2018년 4월 15일 SMA voice 내에 멤버스 사이트 "TOMOROOM '가 개설 된 .
2018년 8월 24일 " 소드 아트 온라인 얼터너티브 간게이루 온라인 '의 렌 역으로 「 Animelo Summer Live 2018"OK! " "에 출연.
2019년 3월 9일, 제 13 회 성우 어워드에서 신인 여우 상을 수상했다.

## 출연 작품

### TV 애니메이션
2018년
- 소드 아트 온라인 얼터너티브: 건 게일 온라인 (렌/코히루이마키 카렌)

2019년
- 어새신즈 프라이드 (메리다 엔젤)

2020년
- 데카당스 (나츠메)
- 유희왕 SEVENS (키리시마 로민)
- 러브 라이브! 니지가사키 학원 스쿨 아이돌 동호회 (유키 세츠나)

### 극장판 애니메이션
2025년
- 극장판 프로젝트 세카이 부서진 세카이와 전해지지 않는 미쿠의 노래 (요이사키 카나데)